# La Guarimba
La Guarimba International Film Festival est une association culturelle et un festival international de cinéma qui se déroule chaque année à Amantea (Calabre). Le festival projette des courts métrages provenant du monde entier, divisés entre les catégories Fiction, Animation, Documentaire, Expérimental, Vidéoclip ainsi que La Grotta dei Piccoli - Films pour enfants,,.
La Guarimba est née en 2012 quand un groupe d'amis ont décidé de travailler dans le but de rouvrir l'unique cinéma de la petite ville d'Amantea.
Au fil des années, le festival s'est développé dans le but de promouvoir les valeurs de démocratie participative, d'intégration et d'accessibilité à travers la culture,,.
La devise du festival est : « ramener le cinéma aux gens et les gens au cinéma ».

## Histoire
En 2012, le directeur artistique de La Guarimba, Giulio Vita, retourne dans sa ville d'origine, Amantea, en compagnie de l'illustratrice Sara Fratini. Ils projettent de créer un festival international de court-métrage qui ouvrirait un espace aux noms émergents du monde du cinéma,. Or, à Amantea, tous les cinémas avaient été fermés, faute de public. Ainsi, à la suite d'un accord, l'Arena Sicoli, un ancien cinéma en plein air de 938 places, et abandonné depuis plus de deux ans, fut restauré.
En l'espace de quatre mois et grâce à l'aide de la communauté d'Amantea, de la famille Sicoli ainsi que des collaborateurs externes, Giulio Vita et Sara Fratini ont nettoyé et rénové l'espace, le rendant à nouveau accessible et fonctionnel. Des jeunes d'Italie et du reste du monde ont rejoint le projet et ont travaillé à la relance de l'Arena Sicoli, finalement rouverte pour la première édition du festival en août 2013.
Pour la deuxième édition, la concession du cinéma n'a pas été renouvelée. Le festival a donc eu lieu dans le parc naturel de La Grotta d'Amantea, réussissant à maintenir l'esprit originel du cinéma en plein air.

## Organisateurs
Les fondateurs du festival sont Giulio Vita, Sara Fratini, Pablo Cristóbal et Alicia Victoria Palacios Thomas, deux membres du collectif cinématographique espagnol El tornillo de Klaus, regroupant artistes et critiques audiovisuels indépendants. L'idée du festival voit le jour à Madrid, où Giulio Vita a étudié le cinéma, et Sara Fratini les beaux-arts. Ils y rencontrent également les membres du collectif El Tornillo de Klaus et travaillent ensemble pour le lancement et le développement de La Guarimba International Film Festival.
L'équipe de l'association est aujourd'hui composée de jeunes ayant entre 20 et 30 ans, originaires du monde entier, qui travaillent pour organiser le festival ainsi que divers évènements pendant le reste de l'année.

## Étymologie du nom
"Guarimba" a pris le sens de "lieu sûr" dans l'idiome des Indiens vénézuéliens.
Ce mot a une étymologie hybride puisque la racine guari-, de l'allemand Warjgan, signifie se réfugier ou se cacher, de même que le dérivé espagnol guarida; bien que ce dernier a pris le sens négatif de «refuge de bêtes ou d'animaux sauvages» et, par extension, de criminels ou de personnes de mauvaise réputation. Concernant la terminaison -imba, elle a pu être formée à partir de guarida.

## Logo
Le logo officiel a été créé par l'artiste espagnol Mikel Murillo et représente un singe avec une main au-dessus de sa tête. Les couleurs officielles du festival sont le blanc, le vert et le gris. Cette image sert de référence pour l'exposition des artistes.

## Jury du festival
Le jury du festival est composé de réalisateurs, de journalistes et de critiques internationaux. L'idée de l'organisation est de promouvoir, à travers le jury, de jeunes personnalités du cinéma indépendant. Parmi les membres du jury, ont figuré entre autres, le réalisateur et acteur espagnol Nacho Vigalondo, l'animateur Juan Pablo Zaramella, depuis 2 ans membre de l'Académie des Oscars, Carlo Migotto, organisateur du Lago Film Fest, Sam Morrill, éditeur pour Vimeo, ainsi que Jude Dry, journaliste pour IndieWire.

## Exposition d'illustrations
Pour chaque édition du festival, Sara Fratini organise une exposition d'affiches nomée Artistes pour La Guarimba. Les affiches sont réalisées chaque année par plusieurs artistes internationaux, qui interprètent dans leur propre style l'affiche officielle du festival. L'exposition est ouverte pour toute la durée du festival et également dans différents lieux de la tournée.

## Éditions
La Guarimba a été inaugurée le 7 août 2013.
Jusqu'en 2021, le festival s'est tenu sans interruption chaque été, comptant à ce jour neuf éditions.

### Première édition
La première édition du festival s'est déroulée à Amantea entre le 5 et le 10 août 2013.
303 courts métrages du monde entier ont participé à la sélection et parmi eux 10 films de fiction, 5 films d'animation et 5 documentaires ont été sélectionnés. 30 affiches d'artistes provenant du monde entier ont été exposées.
Dans le cadre du projet allemand A Wall is A Screen (invité du festival), plusieurs projections ont été réalisées dans les rues d'Amantea.
Les titres d'ouverture de la première édition ont été réalisés par TKSH Film Production et dirigés par le vénézuélien Adolfo Bueno.
Le jury était composé du réalisateur espagnol Nacho Vigalondo en tant que président, de l'italien Claudio Metallo, ainsi que des espagnols Pablo Cristóbal, Alicia Victoria Palacios Thomas et Carlo Cristóbal, membres d'El Tornillo de Klaus.

### Deuxième édition
La deuxième édition du festival s'est déroulée à Amantea du 7 au 14 août 2014.
498 courts métrages du monde entier ont participé à la sélection et 20 films de fiction, 15 films d'animation et 10 documentaires ont été sélectionnés. 30 affiches d'artistes provenant du monde entier ont été exposées.
Pour la première fois, le festival a pu s'organiser dans le parc naturel La Grotta de Amantea, grâce à l'installation d'un écran sur les pentes de la grotte naturelle.
Le jury était composé de l'Argentin Juan Pablo Zaramella en tant que président, de l'Italien Carlo Migotto du Lago Film Fest (it), ainsi que des Espagnols Pablo Cristóbal, Alicia Victoria Palacios Thomas et Carlo Cristóbal, membres d'El Tornillo de Klaus.

### Troisième édition
La troisième édition du festival s'est déroulée à Amantea du 7 au 11 août 2015.
La sélection officielle de courts métrages dans les catégories fiction, animation et documentaire, a eu pour objectif de défier plutôt que de divertir pour le simple plaisir et a rencontré un public de plus d'un millier de spectateurs.
30 affiches réalisées par des artistes provenant du monde entier ont été exposées.
La présence de Vimeo lors du festival a enrichi le contenu de cette troisième édition, qui a inauguré la première conférence européenne sur la distribution indépendante et Vimeo On Demand. Après cette conférence, un programme spécial créé par Sam Morrill a été projeté.
Le jury était composé du réalisateur indépendant Tomas Sheridan, du commissaire de Vimeo Sam Morrill, ainsi que des membres d'El Tornillo de Klaus.
Les titres d'ouverture de la troisième édition ont été réalisés pour TKSH Film production et dirigés par le Vénézuélien Adolfo Bueno.

### Quatrième édition
La quatrième édition du festival s'est déroulée à Amantea du 7 au 11 août 2016.
Plus de 1300 courts métrages provenant du monde entier ont participé à la sélection, confirmant la position importante de La Guarimba sur la scène internationale.
La quatrième édition était consacrée au cinéma chinois et japonais, célébrant ainsi les 150 ans de coopération entre l'Italie et les deux pays.
Lors de cette édition, la sélection de La Grotta dei Piccoli- Film pour enfants a été inaugurée avec des projections de courts métrages d'animation dans un espace destiné aux enfants.
Le président du jury était Hu Wei, dont le court-métrage "Butter Lamp" était en compétition l'année précédente. Les autres membres du jury étaient Aki Isomaya du "Shorts Shorts Festival" de Tokyo, Joana Gamoes de DocLisboa, Sam Morril de Vimeo, et les membres d'El Tornillo de Klaus.

### Cinquième édition
La cinquième édition du festival s'est déroulée à Amantea du 7 au 11 août 2017.
Le thème de cette édition était la propagande à l'époque de la guerre froide. Le programme a regroupé des courts métrages de différents genres provenant de tous les continents.
Le jury international était composé de la réalisatrice Ruslan Magomadov (Russie), Claudette Godfrey de SXSW (États-Unis), Kyrylo Marikutsa du Festival du court-métrage de Kiev (Ukraine), Diane Malherbe du Festival de Clermont-Ferrand (France), ainsi que Javi Muñíz du Concours international de courts métrages ville de Soria (Espagne).
Une fois de plus, Vimeo a présenté ses meilleurs films "Vimeo Staff Pick" sélectionnés par Sam Morrill. Par ailleurs, une collaboration a été engagée avec Karmala Cultura (Sénégal), créant un programme spécial de films africains.
Une exposition d'illustrations, un atelier de teinture vestimentaire naturelle avec le collectif Fragmentario, un atelier de danse africaine et diverses conférences s'ajoutent au programme de l'édition 2017.
La deuxième édition de La Grotta dei Piccoli a obtenu le soutien de l'UNICEF Italia.

### Sixième édition
La sixième édition du festival s'est déroulée à Amantea du 7 au 11 août 2018.
1500 courts métrages du monde entier ont participé à la sélection, avec 68 œuvres en compétition, réparties dans les catégories Fiction, Animation, Documentaire, Expérimental, et La Grotta dei Piccoli - Film pour enfants.
Le jury international était composé du réalisateur Dija Mambu (Congo), du journaliste de IndieWire Jude Dry (États-Unis) et du réalisateur Thomas Horat (Suisse).
Le festival comprenait une exposition d'illustrations, un projet de résidence cinématographique, deux concerts, ainsi qu'une journée de conférence intitulée "Les jeunes cinéastes africains et l'avenir du cinéma africain".

### Septième édition
La septième édition du festival s'est déroulée à Amantea du 7 au 11 août 2019.
Plus de 1000 courts métrages ont participé à la sélection. 152 œuvres originaires de 42 pays différents et réparties dans les catégories Fiction, Animation, Documentaire, Expérimental, La Grotta dei Piccoli - Film pour enfants, ont été retenues.
Le jury international était composé de Jeanette Bonds (États-Unis), fondatrice et directrice du GLAS Animation Festival, Éva Katinka Bógnar (Hongrie), enseignante et directrice d'animation, ainsi que Norma Guevara (France), directrice du Women Film Festival Network.
Le festival a été inauguré par un nettoyage collectif de la plage d'Amantea, en collaboration avec l'ONG Parley For The Oceans. Les jours suivants, des ateliers, des concerts, une journée de conférences pour l'industrie, un séminaire de narrations en collaboration avec Scuola Holden, des expositions photographiques et une exposition d'illustrations ont été organisés.

### Huitième édition
La huitième édition du festival s'est déroulée à Amantea du 7 au 12 août 2020. Malgré la situation de crise sanitaire due à l'épidémie de Covid-19 qui a contraint la majorité des festivals à se dérouler en ligne, La Guarimba a eu lieu en présentiel, enregistrant plus de 3000 entrées en 6 jours.
1160 courts-métrages ont participé à la sélection. 160 œuvres provenant de 54 pays de tous les continents, et réparties dans les catégories Fiction, Animation, Documentaire, Expérimental, La Grotta dei Piccoli - Film pour enfants ont été retenues pour la compétition.
La huitième édition du festival a reçu la médaille de la Représentation (it) du résident de la République Sergio Mattarella, le haut patronage du Parlement européen, le patronage du Conseil des ministres, et a reçu le soutien des ambassades du royaume des Pays Bas, de la République fédérale Allemande, de la république d'Irlande, du Canada, de l'Australie, de la Suède, de la Norvège, du Forum Autrichien de la Culture, ainsi que du Flanders State of Arts.
En février 2020, la municipalité d’Amantea a été dissoute pour cause de fraude et d’infiltration mafieuse. Cela a provoqué la fermeture du parc La Grotta pendant toute l'année. L'association s'est donc engagée dans un projet de restauration urbaine, en nettoyant le parc et en restaurant les installations, en impliquant toute la communauté, permettant ainsi la réouverture du parc au public.
La Guarimba International Film Festival a dédié, à l'occasion de sa huitième édition le prix du public à Vitaliano Camarca qui, grâce à ses projets, a été précurseur en amenant le cinéma à Amantea .

### Neuvième édition
La neuvième édition du festival a eu lieu à Amantea du 7 au 12 août 2021.
1174 courts métrages ont participé à la sélection, avec 172 œuvres en compétition provenant de 56 pays de tous les continents (5 pays africains, 13 asiatiques, 28 européens, 9 américains, 1 océanique), répartis dans les catégories suivantes : fiction, animation, documentaire, expérimental, La Grotta dei Piccoli - Film pour enfants.
La neuvième édition a reçu la médaille de la Représentation du président de la République Sergio Mattarella, le haut patronage du Parlement européen, le Patronage du Conseil des ministres et le prix de la représentation de la Chambre des députés ; et a été réalisée grâce au soutien du ministère de la Culture et de l'ambassade des États-Unis en Italie, en collaboration avec la Commission européenne, l'ambassade du royaume des Pays-Bas, le Forum culturel autrichien, l'ambassade de la République fédérale d'Allemagne en Italie, l'ambassade de Suisse pour l'Italie, Malte et Saint-Marin, l'ambassade de Lituanie en Italie, l'ambassade d'Irlande en Italie, l'ambassade de Norvège, l'ambassade d'Australie, l'ambassade du Canada, l'État flamand des arts et l'Institut polonais de Rome.
En raison de l'effondrement d'une crête rocheuse dans le centre historique d'Amantea, qui a rendu le Parco La Grotta inutilisable, le festival a dû changer de lieu. Il s'agissait de récupérer un parking abandonné, dans le cadre d'un projet de rénovation urbaine plus vaste qui a conduit au nettoyage et au déblaiement de la zone, ainsi qu'à la création de deux peintures murales par les artistes de rue Sara Fratini et Cesáh.

### Dixième édition
L'onzième édition du festival a eu lieu à Amantea du 7 au 12 août 2022.
Cette édition a reçu les mêmes récompenses que les années précédentes.
À l'occasion du dixième anniversaire du festival, 163 des 1246 court-métrages reçus ont été projetés venant de 54 pays de tous les continents.
Les catégories étaient au nombre de 5: Fiction, Animation, Documentaire, Clip musical et Insomnia - Films Expérimentaux. Comme chaque année, La Grotta dei Piccoli était aussi présente avec une sélection d'une centaine de films pour les jeunes et les enfants. Pour l'anniversaire du festival, quatre programmes spéciaux ont été présentés : Indigenous Films, dédié à 5 cultures indigènes de 5 continents différents ; A Screen for Glas Animation qui a projeté des court-métrages provenant de ce festival partenaire en Californie ; Sláva Ukrayíni!, une projection de films ukrainiens en soutien aux réalisateurs affectés par le conflit ; Taiwan Focus qui a célébré le cinéma indépendant taïwanais et invité l'Ambassadeur de Taiwan, Andrea Sing-Ying Lee, auprès du Saint-Siège.

### Onzième édition
La dixième édition du festival s'est déroulée à Amantea du 7 au 12 août 2023.
Cette édition a reçu les mêmes récompenses que les années précédentes et 159 court-métrages provenant de 45 pays ont été projetés.
Cette onzième édition n'a pas eu lieu au parc naturel de La Grotta d'Amantea comme l'année précédente car ce dernier a été fermé au public en début d'année. Cette année le festival s'est tenu dans un ancien espace abandonné surnommé Il Terrinito et qui a été progressivement transformé en centre culturel par l'association.
Les catégories étaient au nombre de 5: Fiction, Animation, Documentaire, Clip musical et Insomnia - Films Expérimentaux. Cette année encore, La Grotta dei Piccoli était présente avec une sélection d'une centaine de films pour les jeunes et les enfants.
90 invités internationaux ont été accueillis, ainsi que 300 spectateurs par soir qui ont pu assister aux programmes spéciaux tels que le concert d'ouverture du festival donné par l'Orchestra di Fiati Mediterranea de la ville d'Amantea et la projection du documentaire UNHCR: Rebuilding Ukraine qui a mis en avant l'aide humanitaire apportée en Ukraine. Il y a également eu un programme spécial intitulé Histoires de l'Iran et comportant 3 court-métrages dont deux ont été réalisés par des femmes. Le festival a aussi accueilli l'artiste vénézuélienne Benedetta Panisson pour le programme dédié au porno féministe qui a ammené à une conversation avec le public sur les stéréotypes de l'industrie du porno qui est traditionnellement dirigée par des hommes. Le festival s'est clôturé par la projection de 10 Anni di Guarimba, un documentaire du réalisateur vénézuélien Felipe Aznar qui avait été invité l'année précédente pour les dix ans du festival. Ce documentaire est composé de témoignages des spectateurs sur l'importance de La Guarimba pour eux.

## Batailles légales

### Conflit entre les festivals estivaux en plein air et les distributeurs
Au cours de la préparation de la huitième édition du festival, La Guarimba a été impliquée dans une plainte contre les associations professionnelles des distributeurs et des directeurs de cinéma, Anica et Anec, qui avaient donné "des indications écrites aux distributeurs italiens et étrangers de ne pas accorder de licences pour la projection de films en entrée libre sur le territoire italien, de manière à refuser 235 permis de projection sur 263 demandes, bien que les films aient terminé leur période d'exploitation commerciale dans les salles", comme indiqué lors de la question parlementaire du 18 juin 2020. Le 24 juin 2020, l'autorité surveillant le droit de la concurrence a ouvert une enquête préliminaire à l'encontre d'Anica, Anec et Anec Lazio pour "obstacles à la fourniture de films par les cinémas à titre gratuit".
Afin de garantir la continuité de la fourniture d'un service gratuit à la communauté visant à promouvoir la culture cinématographique sur le territoire, les parlementaires Lorenzo Fioramonti, Andrea Cecconi, Matteo Orfini, Nicola Fratoianni, Alessandro Fusacchia, Flavia Piccoli Nardelli et Paolo Lattanzio ont demandé au Ministère de la Culture de contrôler l'action de plainte impliquant, avec d'autres associations italiennes, La Guarimba International Film Festival. Les parlementaires ont notamment reconnu l'importance, sur le plan culturel et social, de l'activité menée par les associations mentionnées dans l'affaire, qui "permettent aux citoyens de tous horizons d'avoir accès à la culture, dans le but de donner une nouvelle valeur marchande à des œuvres datées ou indépendantes et de contribuer à la création d'une éducation cinématographique", garantissant également un soutien psychologique et social et agissant comme un moteur de l'offre culturelle dans une période d'urgence où l'Italie a été particulièrement touchée.
Il est ensuite souligné que "les films concernent uniquement les titres qui ont déjà conclu leur période d'exploitation commerciale dans les salles de cinéma et sont déjà présents en télévision en clair, en télévision payante, en streaming et en DVD et ne comprennent pas les titres présents sur le marché dans la saison cinématographique en cours", contestant ainsi les indications de Anica et Anec qui, dans le passé, n'ont pas accordé de licences pour les projections de films en entrée libre sur le territoire italien, affectant ainsi négativement le service gratuit offert par les associations culturelles et incitant les organisateurs à envisager la possibilité d'un paiement pour les citoyens,,.

### Le cas Abbas Nadeem
En juillet 2020, peu avant le festival, La Guarimba a dénoncé à la presse un cas de racisme subi pa Abbas Mian Nadeem, un jeune pakistanais immunodéprimé qui se retrouve par erreur parmi les migrants expulsés de Amantea pour cause de test Covid positif, et qui a reçu des menaces de la part de la 'Ndrangheta (mafia Calabraise). L'association a travaillé avec les autorités afin de permettre son retour à Amantea, en l'aidant à trouver une assistance légale, notamment grâce à l'implication de députés italiens et européens qui ont permis de faire lumière sur l'affaire.

## L'école des singes
En 2014, l'association culturelle La Guarimba a remporté un appel d'offres public de la région des Pouilles qui lui a permis de créer La Scuola Delle Scimmie. Il s'agit de la première école indépendante de cinéma et d'illustration accessible et basée sur le modèle montessori de démocratie participative. Au cours du mois de septembre 2014, La Guarimba a formé atelier avec 45 jeunes sur les thèmes de l'illustration et du cinéma.

## En tournée
Après chaque édition, La Guarimba organise une tournée au cours de laquelle sont présentés les films en compétition.
En 2013, le festival a participé à la quatrième édition de Pane, Web et Salame (Pain, Web et Saucisson) en tant qu'exposant, comme la première réalité calabraise de l'événement.
Dans le cadre de la sixième édition de l'Atelier sur l'entreprise sociale, tenue à Riva del Garda en 2013, Giulio Vita a été invité à parler de l'impact que la réouverture de l'Arena Sicoli a eu sur la communauté d'Amantea pendant le festival.
En septembre 2013, La Guarimba a été invitée par l'Association culturelle La Scheggia à participer au cycle de films Cinema Beltrade. Les courts-métrages primés lors de la première édition y ont été projetés, accompagnés par une intervention de la réalisatrice du court métrage documentaire gagnant, Benedetta Panisson.

## Télévision
En 2018, Giulio Vita et Sara Fratini ont participé à l'épisode "Se telefonando" du programme télévisé Brunori Sa (it) dirigé par Brunori_Sas et transmis sur la Rai 3.

## Prix
| 2023                             |                                                             |                                                                   |                                |
| Catégorie                        | Film                                                        | Réalisateur                                                       | Nationalité                    |
| Best Fiction                     | Our males and females                                       | Ahmad Alyaseer                                                    | Jordanie                       |
| Best Animation                   | My year of dicks                                            | Sara Gunnarsdóttir                                                | États-Unis                     |
| Best Documentary                 | Apostles of cinema                                          | Darragh Amelia, Gertrude Malizana, Jesse Gerard Mpango, Cece Mlay | Tanzanie                       |
| Best Music Video                 | Chasseur chassé                                             | Lolita Do Peso Diogo, Gabriel Wéber                               | France                         |
| Best Experimental "INSOMIA"      | AMO                                                         | Emmanuel Gras                                                     | France                         |
| Vitaliano Camarca Audience Award | An Irish goodbye                                            | Tom Berkeley e Ross White                                         | Royaume-Uni                    |
| La Grotta dei Piccoli Award      | It was only a rock that looked like someone                 | Matisse Gonzalez                                                  | Mexique / Bolivie              |
| Nonna Saveria Award              | The other end of the street                                 | Kálmán Nagy                                                       | Autriche                       |
| Premio Guarimberos               | Romeo                                                       | Sara G. Cortijo                                                   | Espagne                        |
| 2022                             |                                                             |                                                                   |                                |
| Catégorie                        | Film                                                        | Réalisateur                                                       | Nationalité                    |
| Best Fiction                     | The Criminals                                               | Serhat Karaaslan                                                  | Turquie                        |
| Best Animation                   | Bestia                                                      | Hugo Covarrubias                                                  | Chili                          |
| Best Documentary                 | Salvo                                                       | Federico Cammarata                                                | Italie                         |
| Best Music Video                 | Summer 91                                                   | Rupert Holler                                                     | Autriche                       |
| Best Experimental “INSOMNIA”     | Motorcyclist’s happiness won’t fit into his suit            | Gabriel Herrera                                                   | Mexique                        |
| Vitaliano Camarca Audience Award | Like the Ones I Used to Know                                | Annie St-Pierre                                                   | Canada                         |
| La Grotta dei Piccoli Award      | Bye Little Block!                                           | Éva Darabos                                                       | Hongrie                        |
| Nonna Saveria Award              | Lili Alone                                                  | Zou Jing                                                          | Chine                          |
| Premio Guarimberos               | Los Colores del Niño Dios                                   | Santiago Pérez Rodríguez                                          | Colombie                       |
| 2021                             |                                                             |                                                                   |                                |
| Catégorie                        | Film                                                        | Réalisateur                                                       | Nationalité                    |
| Best Fiction                     | The Unseen River                                            | Phạm Ngọc Lân                                                     | Viêt Nam                       |
| Best Animation                   | Nuevo Rico                                                  | Kris Mercado                                                      | États-Unis/Puerto Rico         |
| Best Documentary                 | Just A Guy                                                  | Shoko Hara                                                        | Allemagne/Japon                |
| Best Music Video                 | Never Ever                                                  | Evgeniv Bakirov                                                   | Russie                         |
| Best Experimental                | Aninsri Daeng                                               | Ratchapoom Boonbunchachoke                                        | Thaïlande                      |
| Vitaliano Camarca Audience Award | 3 Meetings Of The Extraordinary Committee                   | Jones                                                             | Royaume-Uni/Bulgarie           |
| La Grotta dei Piccoli Award      | Mum Is Pouring Rain                                         | Hugo de Faucompret                                                | France                         |
| Nonna Saveria Award              | God Was Here!                                               | Raluca Lupascu                                                    | Pays-Bas/Roumanie              |
| 2020                             |                                                             |                                                                   |                                |
| Catégorie                        | Film                                                        | Réalisateur                                                       | Nationalité                    |
| Best Fiction                     | El Puente de los Niños Traviesos                            | Fabián León López                                                 | Mexique                        |
| Best Animation                   | Why Slugs have no Legs                                      | Aline Höchli                                                      | Suisse                         |
| Best Documentary                 | All Cats are Gray in the Dark                               | Lasse Linder                                                      | Suisse                         |
| Best Music Video                 | Traveler                                                    | Raman Djafari & Daniel Almagor                                    | Allemagne                      |
| Best Experimental                | Don’t Know What                                             | Austrian Tho-mas Renoldner                                        | Australie                      |
| Vitaliano Camarca Audience Award | Maradona’s Legs                                             | Firas Khoury                                                      | Allemagne / Palestine          |
| La Grotta dei Piccoli Award      | And yet we’re not superheroes                               | Lia Bertels                                                       | Belgique / Portugal            |
| Nonna Saveria Award              | Year of the robot                                           | Yves Gellie                                                       | France / Belgique              |
| 2019                             |                                                             |                                                                   |                                |
| Catégorie                        | Film                                                        | Réalisateur                                                       | Nationalité                    |
| Best Fiction                     | Fauve                                                       | Jérémy Comte                                                      | Canada                         |
| Best Animation                   | I’m Going Out for Cigarettes                                | Osman Cerfon                                                      | France                         |
| Best Music Video                 | Not Enough                                                  | Bear Damen                                                        | Pays Bas                       |
| Best Documentary                 | The Migrating Image                                         | Stefan Kruse                                                      | Danemark                       |
| Best Experimental                | Mudanza Contemporánea                                       | Teo Guillem                                                       | Espagne                        |
| La Grotta dei Piccoli Award      | Le Mans 1955                                                | Quentin Baillieux                                                 | France                         |
| Vitaliano Camarca Audience Award | Sisters                                                     | Daphne Lucker                                                     | Pays Bas                       |
| Guarimberos Award                | Bamboe                                                      | Flo Van Deuren                                                    | Belgique                       |
| Nonna Saveria Award              | Tungrus                                                     | Rishi Chandna                                                     | Inde                           |
| 2018                             |                                                             |                                                                   |                                |
| Catégorie                        | Film                                                        | Réalisateur                                                       | Nationalité                    |
| Best Fiction                     | Mum, I’m Back                                               | Dimitris Katsimiris                                               | Grèce                          |
| Best Animation                   | Wildebeest                                                  | Nicolas Keppens & Matthias Phlips                                 | Belgique                       |
| Best Documentary                 | Rewind Forward                                              | Justin Stoneham                                                   | Suisse                         |
| Best Music Video                 | Solicitous                                                  | Zuzanna Plisz                                                     | Pologne                        |
| Best Experimental                | Don’t Call Me a Dick                                        | Olympe De G.                                                      | Espagne                        |
| Audience Award                   | Bolbol                                                      | Khedija Lemkecher                                                 | Tunisie                        |
| La Grotta Dei Piccoli Award      | Big Booom                                                   | Marat Narimanov                                                   | Russie                         |
| Guarimberos Award                | Sherry                                                      | Eliane Lima                                                       | USA                            |
| 2017                             |                                                             |                                                                   |                                |
| Catégorie                        | Film                                                        | Réalisateur                                                       | Nationalité                    |
| Best Fiction                     | Clan                                                        | Stefanie Kolk                                                     | Pays Bas                       |
| Best Animation                   | Ivan’s Need                                                 | Veronica L. Montaño, Manuela Leuenberger & Lukas Suter            | Suisse                         |
| Best Documentary                 | In The Woods                                                | Thomas Horat & Corina Schwingruber Ilić                           | Suisse                         |
| Best Music Video                 | Ghost                                                       | Suzanna Plisz                                                     | Pologne                        |
| Audience Award                   | One seat In The Plane                                       | Khadidiatou Sow                                                   | Sénégal                        |
| 2016                             |                                                             |                                                                   |                                |
| Catégorie                        | Film                                                        | Réalisateur                                                       | Nationalité                    |
| Best Fiction                     | The Passion Of Judas                                        | David Pantaleón                                                   | Espagne                        |
| Best Animation                   | Manoman                                                     | Simon Cartwright                                                  | Royaume-Uni                    |
| Best Documentary                 | I Don’t Want To Sleep With You I Just Want To Make You Hard | Momoko Seto                                                       | France                         |
| Best Music Video                 | Through My Street                                           | Piet Baumgartner                                                  | Suisse                         |
| Audience Award                   | 56                                                          | Marco Huertas                                                     | Espagne / Madagascar / Norvège |
| 2015                             |                                                             |                                                                   |                                |
| Catégorie                        | Film                                                        | Réalisateur                                                       | Nationalité                    |
| Best Fiction                     | Fragments                                                   | Aga Woszczynska                                                   | Pologne                        |
| Best Animation                   | Roadtrip                                                    | Xaver Xylophon                                                    | Allemagne                      |
| Best Documentary                 | Autonomous                                                  | Alexander Rynéus & Per Eriksson                                   | Suède                          |
| 2014                             |                                                             |                                                                   |                                |
| Catégorie                        | Film                                                        | Réalisateur                                                       | Nationalité                    |
| Best Fiction                     | This is Ronald                                              | Jules Comes                                                       | Belgique                       |
| Best Animation                   | Pandy                                                       | Matúš Vizár                                                       | République Tchèque / Slovaquie |
| Best Documentary                 | L’Ultimo Imperatore – Intervista a Pierino Brunelli         | Carlani e Dogana                                                  | Italie                         |
| 2013                             |                                                             |                                                                   |                                |
| Catégorie                        | Film                                                        | Réalisateur                                                       | Nationalité                    |
| Best Fiction                     | Home                                                        | Ruslan Magomadov                                                  | Russie (République Chechène)   |
| Best Animation                   | Oh Willy…                                                   | Emma De Swaef & Marc James Roels                                  | Belgique                       |
| Best Documentary                 | Come To Venice                                              | Benedetta Panisson                                                | Italie                         |
| Audience Award                   | Zombi                                                       | David Moreno                                                      | Espagne                        |

## Autres Projets

### Kino Guarimba
Kino Guarimba est une résidence pour les professionnels de l'audiovisuel et du spectacle, organisée par l'association depuis 2018. Elle a lieu tous les ans du 10 au 21 juin et du 10 au 21 septembre à Amantea. La résidance accueille à chaque édition 50 candidats qui ont l'opportunité de concevoir, de tourner et de monter des courts-métrages.
Les 8 éditions passées ont déjà accueilli plus de 300 participants originaires de 53 pays et leur ont permis de réaliser plus de 200 courts-métrages.

### Il Terrenito
Il Terrenito est un projet culturel organisé chaque année par l'association au mois de juillet.
Il a lieu sur un terrain à ciel ouvert collé aux bureaux de l'association à Amantea.
Durant il Terrenito de nombreuses activités artistiques et culturelles sont organisés pour les locaux, afin d'enrichir leur qualité de vie et le capital social.

### Ateliers de cinéma dans les écoles
Avec le projet “La Grotta dei Piccoli – Laboratori di Cinema Per La Scuola” l'association organise, avec la collaboration des Ministères italiens de la Culture et de l'Enseignement, des ateliers cinématographiques dans les écoles auprès des enfants entre 11 et 13 ans.
L'initiative a remporté un appel de financement lancé par les Ministères de la Culture et de l'Enseignement en 2019 et 2020 qui a permis à l'association de mettre en place ce projet.
Ces ateliers ont eu lieu dans 7 établissements scolaires des 5 provinces de la Calabre. L'objectif est d'introduire les nouvelles générations à l'art de la narration à travers le cinéma d'animation et de les faire prendre part à un projet de réalisation d'un court-métrage.

### Le Club de Lectures Féministes
Ce club de lecture est un projet de partage littéraire organisé par La Guarimba qui se déroule tout au long de l'année à Amantea.
L'idée derrière ce projet est de lire un livre d'une autrice tous les mois et de se retrouver dans un bar de la ville une fois par mois pour débattre avec les autres participants. Cela permet de créer des moments d'échange et de rencontre toute l'année et de mettre en avant des autrices souvent peu connues.
La première réunion a eu lieu en décembre 2022 et depuis divers genres littéraires ont été abordés.

### L'Archive Vitaliano Camarca
Vitaliano Camarca ètait un journaliste, éditeur et typographe italien, né en 1921 et mort en 1969. Il a joué un rôle considérable pour la culture et le cinéma à Amantea. Malheureusement, son implication dans la vie culturelle de la ville a été oublié au fil des décennies.
En 2020, l'association a tenu à lui rendre hommage en donnant son nom au prix du public desservi à un film lors du festival qui a lieu en août. Cependant, les membres de l'association se sont rendu compte que peu d'habitants connaissaient son histoire. Ils ont donc décidé, en lien avec la famille Camorca, de créer un espace digital où publier des archives le concernant et retraçant sa vie et ses engagements, dans l'objectif d'inspirer les jeunes générations.

### Projet Cambur
Cambur est un projet de durabilité mis en place depuis 2018 qui vise à réduire l'impact environnemental durant le festival.
Ce projet a permis à l'association d'éliminer l'usage de plastique grâce à des collaborations avec des partenaires également engagés dans la protection de l'environnement.
De plus, l'association organise une journée de nettoyage de la plage d'Amantea au moment du festival. Cette initiative permet de ramasser plusieurs centaines de kilos de déchets.